# Акшулаков, Серик Куандыкович
Серик Куандыкович Акшулаков (род. 3 июля 1952, Шалкар, Актюбинская область, Казахская ССР, СССР) — казахстанский врач-нейрохирург. Профессор, доктор медицинских наук, академик НАН РК, Лауреат Государственной премии РК в области науки и техники, Герой Труда Казахстана (2016). Председатель Правления АО «Национальный центр нейрохирургии», главный внештатный нейрохирург МЗ РК, Президент Казахской ассоциации нейрохирургов, главный редактор журнала «Нейрохирургия и неврология Казахстана», почетный профессор НИИ нейрохирургии имени академика Н. Н. Бурденко РАМН, член Комитета по нейротравматологии Всемирной Федерации Нейрохирургических Обществ, член Исполнительного Комитета Азиатского Конгресса Нейрохирургов, член редколлегии журнала «Acta Neurochirurgica» The European Journal of Neurosurgery, член редколлегии журнала «Детская нейрохирургия и неврология», (Россия), член редколлегии журнала «Эпилепсия. Пароксизмальные состояния» (Россия), почетный член Ассоциации нейрохирургов России, член академии Academia Eurasiana Neurochirurgica.

## Биография
Родился 3 июля 1952 года в г. Шалкар.
В 1975 г. окончил Актюбинский государственный медицинский институт.
С 1976 по 1978 годы учился в клинической ординатуре по травматологии и ортопедии. В последующем работал нейрохирургом в Актюбинской областной больнице. С 1981 по 1983 год — клинический ординатор, а с 1983 по 1986 год аспирант НИИ нейрохирургии им. акад. Н. Н. Бурденко РАМН г. Москва.
После защиты кандидатской диссертации с 1986 по 1989 годы научный сотрудник НИИ нейрохирургии им. акад. Н. Н. Бурденко.
С 1989 по 1992 годы сотрудник кафедры нейрохирургии Казахского государственного института усовершенствования врачей.
С 1992 по 1995 года докторант НИИ нейрохирургии им. акад. Н. Н. Бурденко РАМН. В 1995 году защитил докторскую диссертацию на тему: «Клинико-эпидемиологическое исследование черепно-мозговой травмы в Республике Казахстан».
С 1996 года заведующий кафедрой нейрохирургии Алматинского государственного института усовершенствования врачей.

## Труды
Опубликовано более 250 научных работ (из них 80 в зарубежных журналах), в том числе 13 монографий (4 изданы в Российской федерации). Является автором 13 патентов. Труды за последние 5 лет:
Монографии: «Хроническая субдуральная гематома» (2008 г.), «Эхинококкоз человека (эпидемиология, клиника, диагностика, лечение и профилактика)» (2009 г.), «Эндоваскулярное лечение артериальных аневризм головного мозга» (2012 г.), «Вертебропластика в лечении патологии позвоночника» (2012 г.), «Об истории нейрохирургической службы Республики Казахстан» (2012 г.).
Методические рекомендации: «Экстракраниальный-интракраниальный анастомоз между поверхностной височной артерией и средней мозговой артерией» (2013 г.).
Публикации в резенцируемых журналах с импакт-фактором: «Neurosurgical Center in Astana, Capital of Kazakhstan» (World Neurosurgery, 2010), «Role of the Asian Congress of Neurological Surgeons in neurosurgery development of Kazakhstan» (Asian Journal of Neurosurgery, 2012), «Malignant Tumours of the Central Nervous System in Kazakhstan — Incidence Trends from 2004—2011» (Asian Pac J Cancer Prev, 2013).

## Награды, звания
- 1998 — «Қазақстанның еңбегі сіңген қызметкері»;
- 2001, 2005, 2010 — Благодарственная грамота Президента Республики Казахстан;
- 2005 — Лауреат высшей независимой премии «Платиновый Тарлан»;
- 2005 — Звание «Заботящийся Врач мира» Всемирной ассоциации врачей;
- 2008 — Лауреат премии им. Н. И. Пирогова (Россия);
- 2008, 2009 — Лауреат премии «Алтын Адам»;
- 2010 — Орден «Парасат»;
- 2011 — Победитель Республиканского конкурса «Выдающиеся инженерные проекты современного Казахстана» Внедрение новых технологии в нейрохирургии НИА РК;
- 2012 — Звание «Асқақ азамат»;
- 2012 — Лауреат премии «Золотой эндоскоп» (ФРГ);
- 2013 — Лауреат Государственной премии РК в области науки и техники.
- 2015 — Заслуженный деятель Казахстана[1]
- 2016 — Қазақстанның Еңбек Ері с вручение Золотой звезды и ордена Отан[2]

## Профессиональная деятельность
- с 2008 года — Председатель Правления АО «Национальный центр нейрохирургии»
- 1996—2008 гг. — Заведующий кафедрой нейрохирургии Алматинского Института Усовершенствования врачей;
- 1992—1995 гг. — Докторант НИИ нейрохирургии им.акад. Н. Н. Бурденко РАМН, главный внештатный нейрохирург МЗ РК;
- 1989—1991 гг. — Ассистент, доцент кафедры нейрохирургии Алматинского Института Усовершенствования врачей;
- 1987—1989 гг. — Младший научный сотрудник Актюбинского государственного медицинского института;
- 1983—1986 гг. — Аспирант НИИ нейрохирургии им. Н. Н. Бурденко;
- 1981—1983 гг. — Клинический ординатор по специальности нейрохирург;
- 1978—1981 гг. — Врач нейрохирург;
- 1976—1978 гг. — Клинический ординатор;
- 1975—1976 гг. — Врач хирург.

## Дополнительная информация
Был организатором международных конференций по нейрохирургии в Алматы и регионах 2000—2009 гг. с участием учёных из России, Германии, Швейцарии, Турции, Израиля и др. стран; I и II съезда нейрохирургов Казахстана с международным участием (Астана, 2009, 2012); Международной конференции по цереброваскулярной патологии (Актау, 2010); Образовательных курсов Всемирной Федерации Нейрохирургических Сообществ (Астана, 2010); Образовательных курсов Европейской Ассоциации нейрохирургических сообществ (Астана, 2013); 10-го Азиатского конгресса нейрохирургов (Астана, 2014).
Акшулаков С. К. выполняет наиболее сложные нейрохирургические операции при опухолях базальных отделов головного мозга, ствола мозга, желудочковой системы мозга с применением операционного микроскопа и микронейрохирургии. Им проведено более 5000 операций на головном мозге и позвоночнике. Он внедрил основы микронейрохирургии, эндоскопическую нейрохирургию (трансназальные эндоскопические подходы, эндоскопические операции при водянке головного мозга), впервые применил нейронавигацию в Казахстане, впервые в Казахстане осуществил оперативное лечение эпилепсии.
Наука. Основные направления научной деятельности: нейроонкология, травмы ЦНС, спинальная и сосудистая нейрохирургия. За последние годы был научным руководителем следующих научных проектов: «Разработка и совершенствование современных технологий профилактики, диагностики, лечения и реабилитации при сосудистых заболеваниях головного мозга», «Разработка стандартов хирургического лечения дегенеративно-дистрофических заболеваний позвоночника в зависимости от вида поражения». Под его руководством подготовлено и защищено 2 докторских и 20 кандидатских диссертаций.